# Luca Marmorini
Luca Marmorini (ur. 17 czerwca 1961) – szef działu silników i elektroniki w Formule 1 w Scuderia Ferrari.

## Życiorys
Luca Marmorini rozpoczął swoją karierę w Formule 1 w Scuderia Ferrari w 1990 roku, do którego dołączył po zakończeniu doktoratu. Pracował w Ferrari do 1999 roku, kiedy dołączył do Toyoty. Po przejściu na stanowisko dyrektora technicznego odpowiedzialnego za silniki. 19 stycznia 2009 roku opuścił Toyotę, po to by 6 października tego samego roku, zastąpić na stanowisku szefa działu silników i elektroniki Francuza Gilles'a Simona w Scuderia Ferrari.